# Entertainment and Leisure Software Publishers Association
Entertainment and Leisure Software Publishers Association (forkortet ELSPA) er et britisk system til vurdering af computerspil. Systemet blev dannet i 1998 af britiske softwareudgivere. Indtil 2002 hed det European Leisure Software Publishers Association.
Måden, vurderingen foregår på, er, at der er 4 kategorier: 3-10; 11-14; 15-17; og 18+. Ud for de aldre, som er anbefalede ikke at spille, er der et rødt X, ud fra godkendte aldre er der et grønt hak. Dette blev dog senere ændret til det lidt simplere 3+, 11+, 14+ or 18+, som mange andre vurderingssystemer bruger – ELSPA blev da også erstattet af PEGI senere hen.